# Blues

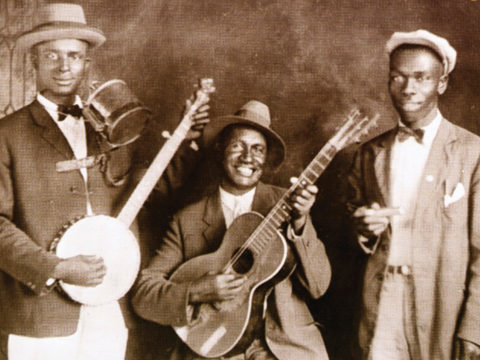
Eine typische Blues-Combo der 1920er Jahre: Die Cannon’s Jug Stompers

Blues ist eine vokale und instrumentale Musikform, die sich um die Wende vom 19. zum 20. Jahrhundert in der afroamerikanischen Gesellschaft der USA entwickelt hat. Der Blues bildet die Wurzel eines Großteils der populären Musik;  Jazz, Rock, Rock ’n’ Roll und Soul sind nah mit dem Blues verwandt. Der Country Blues war eine seiner frühesten Formen, und auch heute finden sich beispielsweise im Hip-Hop Elemente des Blues.
Die verbreitetste Bluesform hat zwölf Takte; die Melodie wird mit drei Akkorden begleitet. Ein wichtiges Element sind die in den Melodien verwendeten Blue Notes. Blues als Genre ist aber ebenso charakterisiert durch die Basslinien, die Instrumentierung und die verwendeten Texte. Erst im Verlauf der ersten Jahrzehnte des 20. Jahrhunderts bildete sich die heute meist verwendete Form, das 12-taktige AAB-Muster, heraus, bei dem der Text zweimal wiederholt (AA) und anschließend eine Art Auflösung präsentiert wird (B).
Im frühen Blues war die lose Erzählform gängig. Die Texte waren zumeist geprägt durch die Rassendiskriminierung und andere Herausforderungen der Afroamerikaner. Das Wort Blues leitet sich von der bildhaften englischsprachigen Gemütslage I’ve got the Blues bzw. I feel blue („ich bin traurig“, einer Dysphorie oder Melancholie) ab.

## Wurzeln, Geschichte, Entwicklung

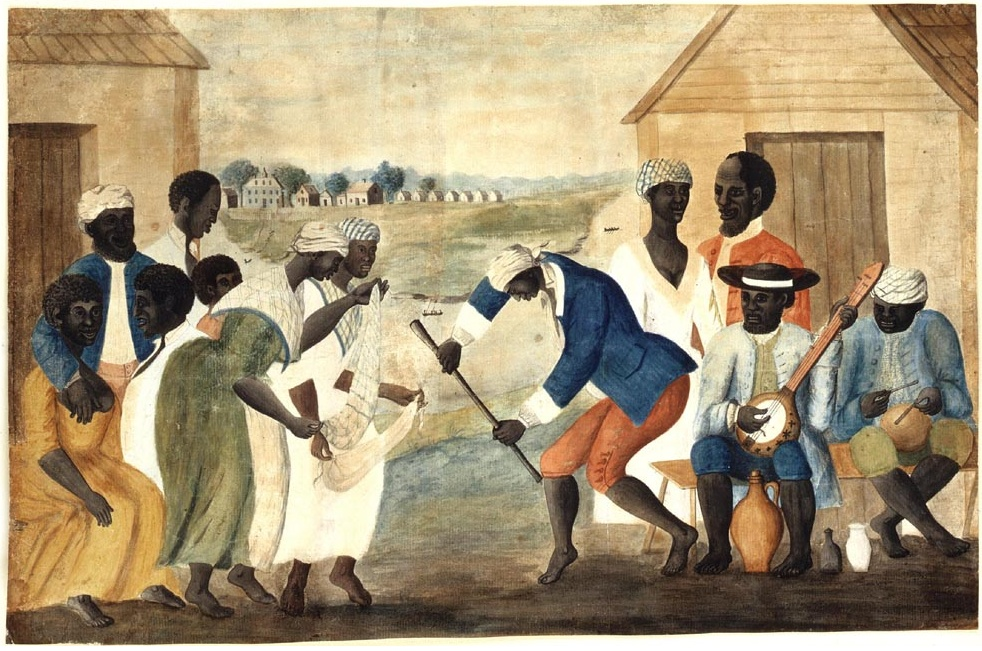
Afroamerikanische Sklaven tanzen zu Banjo- und Perkussionsbegleitung, um 1780

Frühe Formen des Blues entstanden im späten 19. und frühen 20. Jahrhundert in den Südstaaten der USA. Der Blues ist eine eigenständige Form afroamerikanischer US-amerikanischer Folklore, die sich nicht ausschließlich auf Musikformen wie Gospel, Negro Spiritual und Worksong (dazu gehören auch Fieldholler) zurückführen lässt. Er enthält Elemente afrikanischer, europäischer und karibischer Musik. Frühe Blues-Formen sind bereits im Vaudeville-Blues- und in den Minstrel-Shows des späten 19. Jahrhunderts dokumentiert.
In der Frühphase war der Blues nur ein Teil des Repertoires afroamerikanischer Musiker. Er wurde ergänzt durch damals aktuelle Schlager, Ragtime, Country-Songs und zeitgenössische Popmusik. Die Musiker dieser Zeit waren eher „Songster“ als „Blueser“. Blues war Unterhaltungsmusik der Afroamerikaner, und seine Interpreten spielten auf House- und Rent-Partys oder öffentlichen Veranstaltungen. Erst mit der einsetzenden Kommerzialisierung durch die Plattenlabels in den 1920er und 1930er Jahren erfolgte eine Spezialisierung auf Blues-Songs.
Um 1910 hatte sich das Wort „Blues“ zum allgemeinen Sprachgebrauch entwickelt. Sängerinnen wie Bessie Smith, Ma Rainey oder Alberta Hunter sowie der schwarze Musiker und Komponist W. C. Handy (1873–1958) trugen wesentlich dazu bei, den Blues populär zu machen. In der Zeit von 1911 bis 1914 wurde durch die Veröffentlichung von Handys Memphis Blues (1912) und besonders seines St. Louis Blues (1914) das Interesse vieler Menschen geweckt. Als einer der ersten notierte und arrangierte er Bluesstücke für Musiker und Sänger. Morton Harvey nahm den Memphis Blues als erste Vokal-Bluesplatte bei Victor Records (Nr. 17657) auf, begleitet von den New Yorker Philharmonikern und veröffentlicht im Januar 1915.
Als erste Bluesaufnahme eines afroamerikanischen Interpreten gilt That Thing Called Love von Mamie Smith, die vom Okeh-Plattenlabel im Februar 1920 herausgebracht wurde. Im August 1920 nahm Smith den Titel Crazy Blues auf, der sich als erster gesungener Bluestitel in den Hitparaden platzieren konnte und zu einem Millionenseller wurde. Im ersten Monat wurden rund 75.000 Platten verkauft, und damit wurde der Begriff Blues weit verbreitet.
1927 nahm Big Bill Broonzy seine erste Schallplatte auf und war neben Blind Lemon Jefferson, Tampa Red und Blind Blake wegweisend für den gitarrenlastigen Folk Blues der folgenden Jahre. Als wichtigste Gestalt des Delta Blues gilt vielfach Robert Johnson, allerdings war er innerhalb des Country Blues eine bedeutungslose Figur, sein Ruhm geht ausschließlich zurück auf die Phase der Wiederentdeckung des Blues durch das weiße Publikum in den 1950er und 1960er Jahren. Als Vater des Delta Blues und zentrale Figur wird jedoch häufig Charley Patton angeführt, der viele spätere Interpreten entscheidend beeinflusste.
Aufgrund der Migration vieler Schwarzer aus dem Süden in den Norden der USA, vor allem in die großen Städte wie Chicago und Detroit, wurde der dort populäre Jazz durch den Urban Blues entscheidend geprägt und erweitert. In den 1940ern und den 1950ern kam es in den großen Städten des Nordens – vor allem in Chicago – umgekehrt auch zu einer zunehmenden Verfeinerung des in den Südstaaten populären Country Blues. Zu stilistischen Weiterentwicklungen (z. B. zum Rhythm and Blues) führte hier auch der Einsatz von Verstärkern (elektrischer Blues), der für Künstler wie Memphis Minnie, Muddy Waters, John Lee Hooker und Howlin’ Wolf charakteristisch war.
In den 1950er Jahren war der archaische, akustische Country Blues in der Folkbewegung wieder populär geworden. Großen Einfluss auf den wachsenden Bekanntheitsgrad des Blues in Europa hatte das American Folk Blues Festival, bei dem Größen wie John Lee Hooker, T-Bone Walker und Jimmy Reed auftraten. Aber der elektrische Blues wurde seit Mitte der 1940er Jahre in den USA auch von Radio-DJs, besonders Alan Freed, in ihren Sendungen gespielt. Über das Radio erreichte er auch weiße Jugendliche, die ihn sonst aufgrund der Segregation nicht zu hören bekamen. Aus einer Verschmelzung mit raueren Spielformen des Country wie Honky Tonk entstand schließlich der Rock ’n’ Roll.

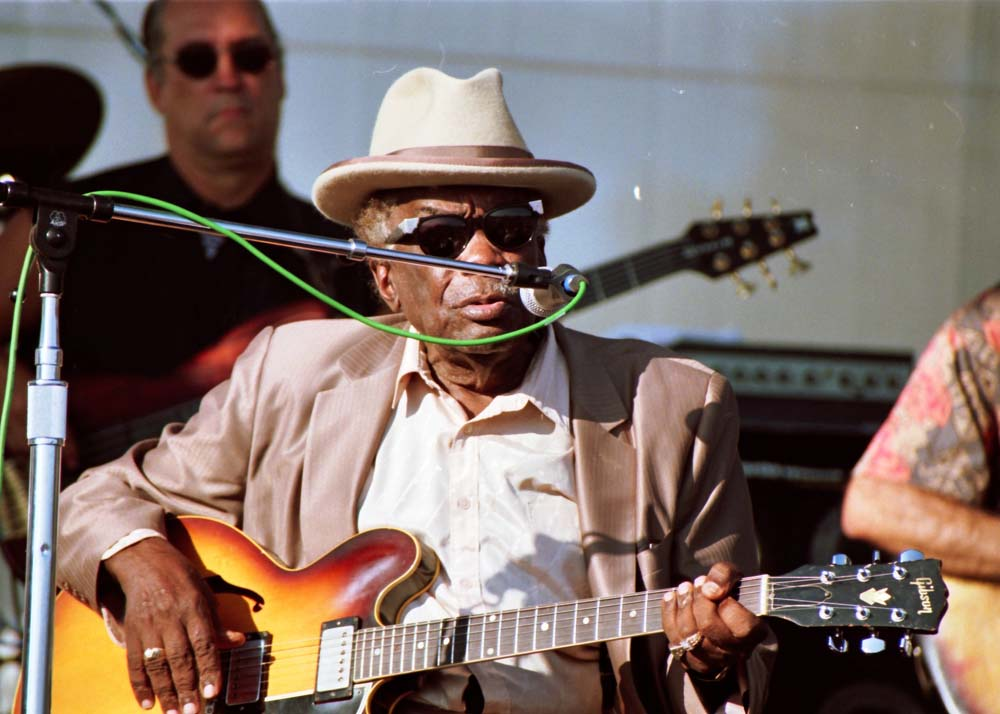
John Lee Hooker (1997)

Die gesellschaftliche Veränderung in den 1960er Jahren führte besonders unter den jungen US-Amerikanern, aber auch jungen Briten zu einem verstärkten Interesse an afroamerikanischer Musik, und der Blues wurde auch für weiße Musiker interessant. Dabei spielten neben den zahlreicher werdenden Live-Auftritten auch in dieser Zeit neu gegründete Musiklabel eine Rolle, die in den 1920er bis 1940er Jahren auf 78 rpm-Schallplatten aufgenommene Einspielungen auf Plattensamplern (LPs) wiederveröffentlichten (z. B. Origin Jazz Library (ab 1960), später auch Mamlish, Yazoo) oder Neuaufnahmen ‚wiederentdeckter‘ Künstler veröffentlichten (z. B. Arhoolie, Biograph, Blue Goose, Prestige/Bluesville, Delmark).
Viele Rockbands der 1960er Jahre, besonders in Großbritannien, nahmen den Blues als Basis für ihre Musik und reimportierten ihn während der so genannten „British Invasion“ Mitte der 1960er Jahre in die USA. Auch hier wurde er wieder von zumeist weißen Rockmusikern aufgegriffen (z. B. Butterfield Blues Band, Canned Heat und Johnny Winter), die daraus die verschiedenen Spielarten des Bluesrock entwickelten. Populäre Musiker und Bands wie The Doors, Led Zeppelin, Jimi Hendrix, Eric Clapton, Alvin Lee, Peter Green, The Rolling Stones und Rory Gallagher waren sowohl vom akustischen als auch vom elektrischen Blues beeinflusst und leiteten davon ihren jeweiligen eigenen Stil ab.
In Deutschland führten in den frühen 1970er Jahren z. B. Al Jones Bluesband, Frankfurt City Blues Band und Das dritte Ohr die Tradition von Muddy Waters oder B. B. King fort. Später wurden Bands wie die Mojo Blues Band aus Wien oder die Blues Company populär. Die 1968 gegründete Band Das dritte Ohr war eine der ersten Bands, die den Blues in deutscher Sprache vortrug. Besonders in der DDR wurde deutschsprachiger Blues gepflegt, so zum Beispiel von Hansi Biebl, Jürgen Kerth, Klaus Renft und der Gruppe Engerling (siehe auch Blueserszene).
Der Blues ist in der afroamerikanischen Community als populäre Musikform längst von anderen Stilen wie Soul, Hip-Hop oder R'n'B abgelöst worden, jedoch lebt er in der Arbeit sowohl weißer als auch afroamerikanischer Künstler weiter, etwa Susan Tedeschi, Ana Popović, Buddy Guy, Robert Cray, Luther Allison, John Primer, Stevie Ray Vaughan, Bonnie Raitt, Joe Bonamassa, The Black Keys, Jack White.

## Texte
Bluestexte sind in der Regel in der Ich-Form verfasst, das heißt, der Autor oder Sänger erzählt von tatsächlichen oder fiktiven eigenen Erlebnissen. Diese sind aber meist so stark verallgemeinert, dass eine Identifikation des Hörers mit dem Sänger ermöglicht wird. Häufig handeln die Texte von Diskriminierung, Verrat, Verbrechen, Resignation, unerwiderter Liebe, Arbeitslosigkeit, Hunger, finanzieller Not, Heimweh, Einsamkeit und Untreue. Oft handelt es sich dabei jedoch um formelhafte Wendungen, die der Sänger dem gegebenen Anlass anpasst und verändert.
Das Klischee vom Blues als vor allem trauriger Musik, das er in der Zeit der Wiederentdeckung in den 50er und 60er Jahren durch das neue weiße Publikum erfuhr, hängt dem Blues bis heute nach. Tatsächlich ist die Mehrzahl aller Bluesstücke jedoch eher beschwingt und tanzbar und artikuliert in den Texten ebenso häufig negative wie positive Stimmungen. So gibt es auch viele heitere, witzige und optimistische Bluesstücke. Noch 1919 sprach W.C. Handy von Bluesstücken als „happy-go-lucky songs“.
Doch das thematische Spektrum des Blues ist weitaus größer und facettenreicher. Thematisiert werden ebenso Religion, Politik (so z. B. der Hitler Blues, den „The Florida Kid“ Ernest Blunt im Jahr 1940 bei Bluebird Records einspielte), Frauenrechte, tyrannische Vorgesetzte, Sex und herber Sexismus. Diese letzte Spielart des derb-vulgären Blues entstand in den 20er und 30er Jahren und wird als Hokum-Blues bezeichnet. Er wurde oft in den Work-Camps des amerikanischen Südens von reisenden Musikern zur Unterhaltung der Arbeiter gesungen. Zu den Hokum-Blues-Musikern zählen u. a. Bo Carter und die Hokum Boys (Tampa Red und Georgia Tom), die mit dem Titel It’s Tight Like That einen Hit in den 20ern landen konnten.

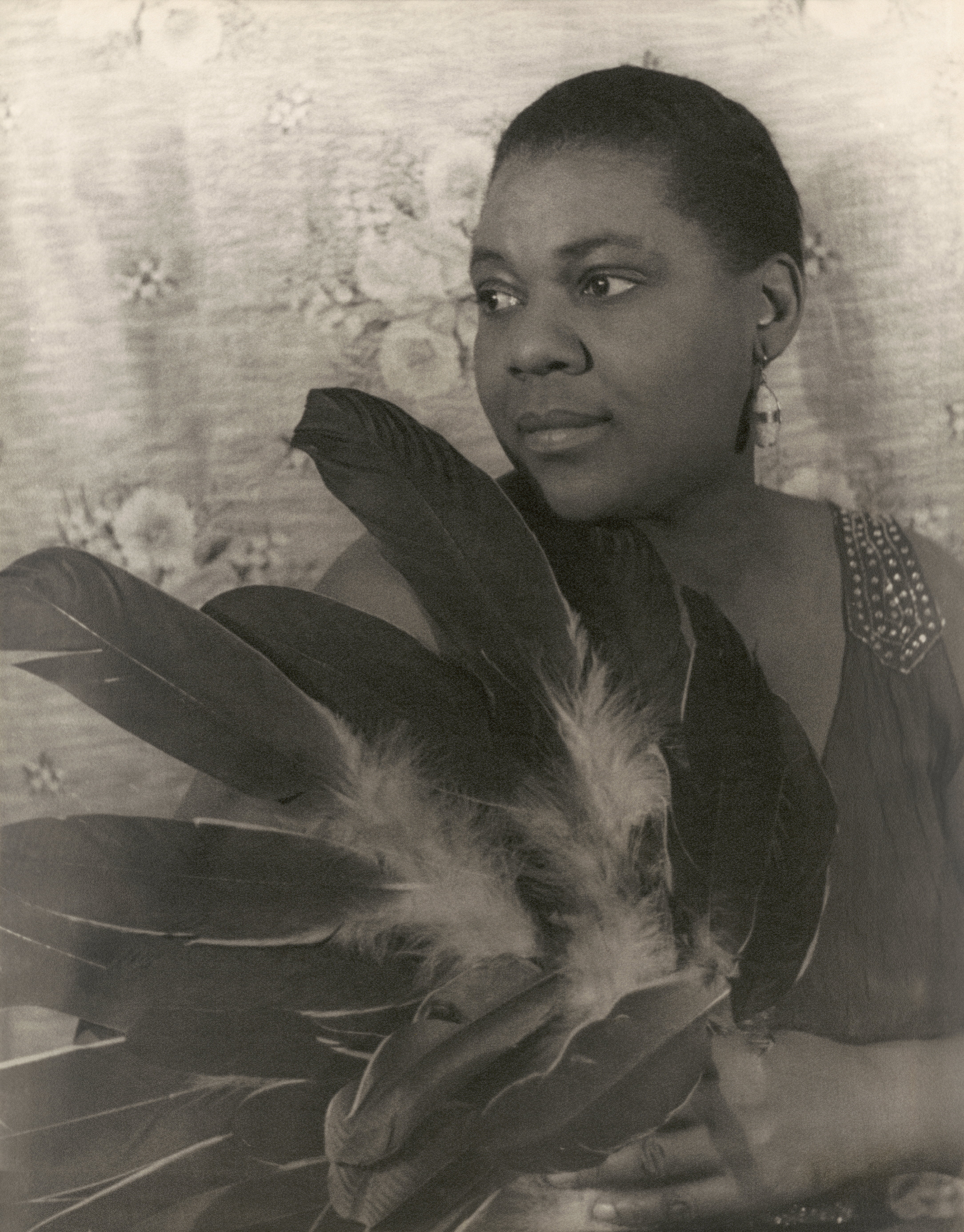
Eine der einflussreichsten Sängerinnen des Blues: Bessie Smith (1936)

Die frühen Bluesstücke waren von unregelmäßiger Rhythmik und folgten dem Sprachrhythmus. Eine Strophe im frühen Blues besteht meist aus drei Zeilen. Die erste Zeile wird wiederholt und wird meist in der gleichen oder einer ähnlichen Melodie gesungen. In der dritten Zeile findet sich eine Art inhaltlicher Reaktion: eine Antwort, Erklärung oder Begründung, und die Melodie ist eine andere:
Well now, baby meet me in the bottom, bring me my running shoes
Well now, baby meet me in the bottom, bring me my running shoes
Well, I’ll come out the window, won’t have time to lose.
(Howlin’ Wolf, „Down In The Bottom“)
Die Wiederholung der ersten Zeile hat den Zweck, dem Sänger bei Stegreifinterpretationen mehr Zeit für die Erfindung der dritten Zeile zu geben. Außerdem wird damit ein Spannungsverhältnis aufgebaut, das sich erst mit der verzögert gesungenen dritten Zeile auflöst. Die Texte in Bluesstücken scheinen oft nicht zur Musik zu passen, doch der Sänger kann bestimmte Silben hervorheben und andere unterdrücken, so dass der Rhythmus stimmt. Auch kann er die Töne so variieren, dass sie zum Bass und zur Begleitung passen.

## Das Blues-Schema
Das Standard-Blues-Schema ist der 12-taktige Blues (englisch 12-bar Blues) der in der Barform AAB verfasst ist: Die erste Zeile des Songs dauert vier Takte; sie wird in den nächsten vier Takten wiederholt, bevor dann die abschließende Zeile in den letzten vier Takten erfolgt. Das Schema basiert auf den Akkordfolgen der I. Stufe Tonika, der IV. Stufe Subdominante und der V. Stufe Dominante. Auf vier Takte Tonika folgen je zwei Takte Subdominante und Tonika, je ein Takt Dominante und Subdominante und wieder zwei Takte Tonika. Das Schema in Form eines Chordsheets:
||  I   |  I  |  I  |  I  |  IV  |  IV  |  I  |  I  |  V  |  IV  |  I  |  I  ||
Als drittletzter Akkord kann statt der Subdominante auch die Dominante gespielt werden.
Dieses Schema wurde im Laufe der Zeit stark erweitert und modifiziert. Neben der zwölftaktigen Standardform gibt es sehr viele weitere Bluesschemata. Beispiele sind das 8-Takt-Blues-Schema, das 12-Takt-Melodisch-Moll-Blues-Schema, bei dem Tonika und Subdominante jeweils Moll-Akkorde sind, die Dominante allerdings ein Dur-Dominantseptakkord, oder das 12-Takt-Standard-Jazz-Blues-Schema.
Quick Change
Wird im 2. Takt des Blues-Schemas anstelle der Tonika die Subdominante gespielt, so spricht man von einem Quick Change.
||  I  |  IV  |  I  |  I  | . . .
Turnaround
Der Turnaround kündigt das Ende des Blues-Schemas an und führt melodisch und rhythmisch zum Anfang des Schemas zurück. Der Turnaround kann entweder 1-taktig oder 2-taktig gespielt werden. Bei einem 2-taktigen Turnaround wird häufig in Takt 12 die Dominante anstatt der Tonika gespielt.
… |  I  |  V  ||
Blues im Jazz
Im Jazz ist der Blues eigentlich nur noch als Harmoniefolge bekannt. Häufig wird die klassische Blues-Form um die gängige Jazz-Kadenz II-V-I und um Jazz-Akkorde erweitert und verändert.
Am nächsten kamen sich Jazz und Blues Anfang der 1940er Jahre. Insbesondere Charlie Christian auf Jazz-Seite und T-Bone Walker als Vertreter des Blues brachten diese beiden Musikstile sehr eng zusammen.

## Melodik/Instrumentierung

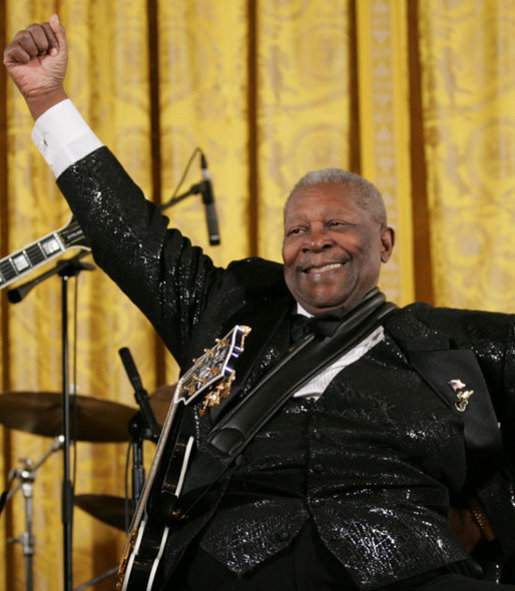
Bluesgitarrist B. B. King bei einem Konzert im Weißen Haus am 26. Juni 2006

Der melodische Aufbau einer Strophe entspricht dem inhaltlichen. Typisch sind die so genannten Blue Notes. Diese Töne haben im chromatischen zwölftönigen System keinen Platz, weil sie aus der afrikanischen Pentatonik kommen. Es handelt sich im Wesentlichen um zwei Töne: ein Ton zwischen kleiner und großer Terz und einer zwischen verminderter und reiner Quinte, jeweils bezogen auf den Grundton. Die kleine Septime ist streng genommen keine blue note. Siehe dazu auch den Artikel über die Bluestonleiter.
Seit Beginn der 1920er Jahre entwickelte sich die (akustische) Gitarre zum stilprägenden Instrument des Delta Blues. Bis dahin wurde Blues häufig von Tanzorchestern gespielt. Bei der Besetzung gab es offenbar keine festen Vorgaben, wenn auch die Klarinette, die Fiddle sowie das Banjo in vielen Orchestern dieser Art vertreten gewesen sein dürften. Für die Basslage wurde entweder eine Tuba, ein Tonnenbass oder der Jug eingesetzt.
Das häufig gezeichnete Bild des einsamen Blues-Sängers, der nur von seiner Gitarre begleitet den Blues singt, ist ein Klischee. Gemeinsame Auftritte mit anderen Blues-Sängern waren genau so häufig wie Soloauftritte.
Gitarren wurden seit Ende des 19. Jahrhunderts durch die industrielle Produktion und den Versandhandel selbst im rückständigen Mississippi-Delta erschwingliche Begleitinstrumente. Dazu kam, dass Gitarren mit den klimatischen Bedingungen im feucht-heißen Süden der USA besser zurechtkamen als bspw. Piano oder Banjo. Gespielt wurden fast ausschließlich offene Stimmungen. Die heutige Standardstimmung der Saiten nach E-A-d-g-h-e' begann sich erst später bei den Blues-Musikern durchzusetzen.

## Musiker
- Blues-Musiker
- Blues Hall of Fame
- Liste von Boogie-Woogie-, R&B-, Bluespianisten